# Барлыбай (Павлодарская область)
Барлыбай (каз. Барлыбай) — село в Актогайском районе Павлодарской области Казахстана. Расположено в 192 км к северо-западу от Павлодара и в 78 км к западу от Актогая. Административный центр и единственный населённый пункт Барлыбайского сельского округа. Код КАТО — 553237100.

## История
Село было центральной усадьбой бывшего животноводческого совхоза имени Карла Маркса, образованного в 1954 году. В честь освоения целины в селе был установлен памятник-трактор ДТ-54 на постаменте.

## Население
В 1985 году в селе проживали 982 человека, в 1999 году население села составляло 487 человек (230 мужчин и 257 женщин). По данным переписи 2009 года, в селе проживало 299 человек (144 мужчины и 155 женщин).